# Бад Фридрихсхал
Бад Фридрихсхал (њем. Bad Friedrichshall) град је у њемачкој савезној држави Баден-Виртемберг. Једно је од 46 општинских средишта округа Хајлброн. Према процјени из 2010. у граду је живјело 18.802 становника. Посједује регионалну шифру (AGS) 8125005.

## Географски и демографски подаци
Бад Фридрихсхал се налази у савезној држави Баден-Виртемберг у округу Хајлброн. Град се налази на надморској висини од 167 метара. Површина општине износи 24,7 km². У самом граду је, према процјени из 2010. године, живјело 18.802 становника. Просјечна густина становништва износи 761 становника/km².

## Међународна сарадња
| Мјесто           | Држава    | Врста сарадње | Од    |
| ---------------- | --------- | ------------- | ----- |
| Сен Жан ле Бланк | Француска | партнерство   | 1989. |
| Извор            |           |               |       |